# Chi Cách
Chi Cách (danh pháp khoa học: Premna) là một chi thực vật, được xếp trong họ cỏ Roi ngựa (Verbenaceae) nghĩa rộng (sensu lato) hoặc Họ Hoa môi (tùy theo hệ thống phân loại) với khoảng 50-200 loài. Chi này có một số loài tiêu biểu sau:
- Premna balansae, Dop - cách
- Premna cambodiana, Dop - cách Miên, cách Campuchia
- Premna grandifolia, A.D.J. Meeuse
- Premna hans-joachimii, Verdc.
- Premna latifolia, Roxb. - cách lá rộng
- Premna maxima, T.C.E. Fr. - cách Kenya
- Premna ordonata, Blanco. - cách thơm
- Premna protrusa, A.C.Sm. & S.Darwin
- Premna schliebenii, Werderm.
- Premna serratifolia, L. (đồng nghĩa: P. integrifolia) - vọng cách
- Premna szemaoensis, Pei
- Premna taitensis, J. Schauer
- Premna tanganyikensis, Mold